# 沈致远
沈致远，出生于1929年，是江苏溧阳人，物理学家。1956年考入浙江大学，毕业后留在学校教学。主要作品有《微波技术》《高温超导微波电路》《科学是美丽的》等。